# Frederico II Eugénio, Duque de Württemberg
Frederico II Eugénio de Württemberg (21 de janeiro de 1732 - 23 de dezembro de 1797) foi duque de Württemberg de 1795 até à sua morte, dois anos depois.

## Família
Frederico era o quarto filho do duque Carlos Alexandre de Württemberg e da sua esposa, a princesa Maria Augusta de Thurn e Taxis. Os seus avós paternos eram o duque Frederico Carlos de Württemberg-Winnental e a princesa Leonor Juliana de Brandemburgo-Ansbach. Os seus avós maternos eram o príncipe Anselmo Francisco II de Thurn e Taxis e a princesa Maria Ludovica de Lobkowicz.

## Reinado
Frederico tornou-se duque de Württemberg após a morte do seu irmão mais velho, o duque Luís Eugénio, em 1795. Depois de ter prestado serviço militar sob as ordens do rei Frederico II da Prússia durante a Guerra dos Sete Anos, viveu e geriu a propriedade da família, Montbéliard, que tinha sido herdada por casamento em 1397 até esta ser tomada pela República Rauraciana em 1792 e mais tarde anexada pela República Francesa em 1793.

## Casamento e descendência
Frederico casou-se com a marquesa Frederica de Brandemburgo-Schwedt, sobrinha de Frederico, o Grande, de quem teve doze filhos:
1. Frederico III de Württemberg (depois Frederico I de Württemberg), (6 de novembro de 1754 – 30 de outubro de 1816), primeiro rei de Württemberg; casado primeiro com a princesa Augusta de Brunsvique-Volfembutel; com descendência; casado depois com a princesa Carlota do Reino Unido; sem descendência.
2. Luís, Duque de Württemberg (30 de agosto de 1756 – 20 de setembro de 1817); casado primeiro com a princesa Maria Czartoryska; com descendência; casado depois com a princesa Henriqueta de Nassau-Weilburg; com descendência.
3. Eugénio Frederico de Württemberg (21 de novembro de 1758 – 20 de junho de 1822); casado com a princesa Luísa de Stolberg-Gedern; com descendência.
4. Sofia Maria Doroteia de Württemberg (25 de outubro de 1759 – 5 de novembro de 1828), casada com o czar Paulo I da Rússia; com descendência.
5. Guilherme Frederico de Württemberg (27 de dezembro de 1761 – 10 de agosto de 1830); casado morganaticamente com Guilhermina de Tunderfeld-Rodis; com descendência.
6. Fernando Augusto Frederico de Württemberg (22 de outubro de 1763 – 20 de janeiro de 1834), casado com a princesa Kunigunde von Metternich, irmã do príncipe Klemens Wenzel von Metternich.
7. Frederica de Württemberg (27 de julho de 1765 – 24 de novembro de 1785), casada com o grão-duque Pedro I de Oldemburgo; com descendência.
8. Isabel de Württemberg (21 de abril de 1767 – 18 de fevereiro de 1790), casada com o imperador Francisco I da Áustria; com descendência.
9. Frederica Guilhermina Catarina de Württemberg (nascida e morta em 1768);
10. Carlos Frederico Henrique de Württemberg (3 de maio de 1770 – 22 de agosto de 1791);
11. Alexandre de Württemberg (24 de abril de 1771 – 4 de julho de 1833), casado com a princesa Antonieta de Saxe-Coburgo-Saalfeld; os seus descendentes são os actuais chefes da Casa de Württemberg.
12. Carlos Henrique de Württemberg (3 de julho de 1772 – 28 de julho de 1833);

## Genealogia
| Frederico Eugénio II de Württemberg | Pai: Carlos Alexandre de Württemberg | Avô paterno: Frederico Carlos de Württemberg-Winnental        | Bisavô paterno: Everardo III de Württemberg            |
| Frederico Eugénio II de Württemberg | Pai: Carlos Alexandre de Württemberg | Avô paterno: Frederico Carlos de Württemberg-Winnental        | Bisavó paterna: Ana Catarina de Salm-Kyrburg           |
| Frederico Eugénio II de Württemberg | Pai: Carlos Alexandre de Württemberg | Avó paterna: Leonor Juliana de Brandemburgo-Ansbach           | Bisavô paterno: Alberto II de Brandemburgo-Ansbach     |
| Frederico Eugénio II de Württemberg | Pai: Carlos Alexandre de Württemberg | Avó paterna: Leonor Juliana de Brandemburgo-Ansbach           | Bisavó paterna: Sofia Margarida de Oettingen-Oettingen |
| Frederico Eugénio II de Württemberg | Mãe: Maria Augusta de Thurn e Taxis  | Avô materno: Anselmo Francisco, 2.º Príncipe de Thurn e Taxis | Bisavô materno: Eugênio Alexandre von Thurn e Taxis    |
| Frederico Eugénio II de Württemberg | Mãe: Maria Augusta de Thurn e Taxis  | Avô materno: Anselmo Francisco, 2.º Príncipe de Thurn e Taxis | Bisavó materna: Ana Adelaide de Fürstenberg            |
| Frederico Eugénio II de Württemberg | Mãe: Maria Augusta de Thurn e Taxis  | Avó materna: Maria Ludovica Ana Francisca de Lobkowicz        | Bisavô materno: Fernando Augusto Leopoldo de Lobkowicz |
| Frederico Eugénio II de Württemberg | Mãe: Maria Augusta de Thurn e Taxis  | Avó materna: Maria Ludovica Ana Francisca de Lobkowicz        | Bisavó materna: Maria Ana de Baden-Baden               |